# Poposauridae
De Poposauridae zijn een familie van grote carnivore archosauriërs die tijdens het Laat-Trias naast dinosauriërs leefden. Hoewel oorspronkelijk werd aangenomen dat het theropode dinosauriërs waren (ze weerspiegelden de theropoden in een aantal opzichten, zoals kenmerken van de schedel en tweevoetige voortbeweging), heeft cladistische analyse aangetoond dat ze nauwer verwant zijn aan krokodillen.
De familie werd in 1923 benoemd door baron Franz Nopcsa. Fossiele resten uit Noord- en Zuid-Amerika werden bij de poposauriden ondergebracht. Ze waren ongeveer tweehonderdvijftig tot vijfhonderd centimeter lang. Vroege cladistische analyse van crocodylotarsische archosauriërs plaatste Poposaurus, Postosuchus, Teratosaurus en Bromsgroveia binnen de Poposauridae. Latere studies vonden echter dat Teratosaurus een rauisuchiër was. Alle recente fylogenetische analyses plaatsen Postosuchus ofwel als een rauisuchiër of een prestosuchiër.
Naar huidige inzichten zijn er weinig soorten die een aparte klade met Poposaurus zouden kunnen vormen. Lythrosuchus is vermoedelijk een jonger synoniem. Voor de grotere groep van verwanten wordt de term Poposauroidea gebruikt. Poposauridae valt zo samen met Poposaurus zelf en is daarmee eigenlijk een overbodig begrip waarvoor ook geen gangbare kladedefinitie bestaat.